# Galeopsis
- Commons
- Wikispecies

Galeopsis L. é um gênero botânico da família Lamiaceae.

## Sinonímia
- Dalanum Dostal

## Espécies
Entre outras, o género Galeopsis inclui as seguintes espécies:
- Galeopsis acuminata
- Galeopsis angustifolia
- Galeopsis bifida
- Galeopsis haussknechtii
- Galeopsis ladanum
- Galeopsis ludwigii
- Galeopsis nana
- Galeopsis polychroma
- Galeopsis pubescens
- Galeopsis pyrenaica
- Galeopsis reuteri
- Galeopsis rivas-martinezii
- Galeopsis segetum
- Galeopsis speciosa
- Galeopsis tetrahit
- Galeopsis wirtgenii
- «Lista completa»

## Classificação do gênero
| Sistema | Classificação                        | Referência               |
| ------- | ------------------------------------ | ------------------------ |
| Linné   | Classe Didynamia, ordem Gymnospermia | Species plantarum (1753) |